# Markéta Sluková
Markéta Sluková-Nausch (Praag, 18 juni 1988) is een voormalig beachvolleyballer uit Tsjechië. Ze plaatste zich voor drie Olympische Spelen op rij en behaalde in totaal zes zeges in de FIVB World Tour.

## Carrière

### 2005 tot en met 2015
In 2005 eindigde Sluková met Veronika Opravilová als vierde bij de wereldkampioenschappen onder 19 in Saint-Quay-Portrieux en won ze met Kristýna Kolocová – met wie ze tot 2015 een team zou vormen – in Illitsjivsk de Europese titel onder 18. Het jaar daarop behaalden Sluková en Kolocová een vijfde plaats bij de WK onder 19 op Bermuda. Die prestatie herhaalden ze twee jaar op rij bij de WK onder 21 in Modena en in Brighton. In 2008 namen ze bovendien deel aan de EK in Hamburg, waar ze in de eerste ronde verloren van het Duitse duo Katrin Holtwick en Ilka Semmler en in de herkansing werden uitgeschakeld door het eveneens Duitse duo Helke Claasen en Antje Röder. Het daaropvolgende seizoen debuteerde het duo in de FIVB World Tour. Ze namen deel aan vier toernooien in het mondiale circuit en kwamen daarbij tot een negende plaats bij zowel de Grand Slam van Klagenfurt als het Open-toernooi van Sanya. Daarnaast werden Sluková en Kolocová vice-kampioen bij de EK onder 23 in Jantarny. Bij de EK in Sotsji strandde het tweetal na drie verloren partijen in de groepsfase.
In 2010 deden Sluková en Kolocová mee aan elf toernooien in de World Tour met onder meer twee vijfde (Stare Jabłonki en Sanya) en twee zevende plaatsen (Shanghai en Marseille) als resultaat. Op Kos wonnen ze bovendien de Europese titel onder 23. Het jaar daarop was het tweetal actief op twaalf reguliere FIVB-toernooien waarbij acht toptienklasseringen werden behaald met een vijfde plaats bij de Grand Slam van Klagenfurt als beste resultaat. Bij de WK in Rome verloren ze in de zestiende finale van de Braziliaanse zussen Maria Clara en Carolina Salgado en bij de EK in Kristiansand strandden ze na een overwinning en twee nederlagen in de groepsfase. In 2012 bereikten ze bij de EK in Scheveningen de achtste finale die verloren ging tegen hun landgenoten Martina Bonnerová en Barbora Hermannová. In de mondiale competitie nam het duo verder mee aan acht wedstrijden waarbij ze enkel toptienklasseringen noteerden en vijfmaal (Sanya, Shanghai, Peking, Berlijn en Stare Jabłonki) de kwartfinale bereikten. Bij de Olympische Spelen in Londen eindigden Sluková en Kolocová eveneens op de vijfde plaats nadat ze in de kwartfinale werden uitgeschakeld door het Amerikaanse tweetal Jennifer Kessy en April Ross.
Het daaropvolgende seizoen kwam het duo bij de WK in Stare Jabłonki niet verder dan de zestiende finale die verloren werd van Miller Elwin en Henriette Iatika uit Vanuatu. Bij de EK in Klagenfurt bereikten ze de achtste finale waar ze werden uitgeschakeld door het Spaanse duo Liliana Fernández Steiner en Elsa Baquerizo Macmillan. In de World Tour deden Sluková en Kolocová mee aan negen toernooien met een vierde plaats bij de Grand Slam van Berlijn als beste resultaat. Het jaar erna behaalden ze bij negen FIVB-toernooien enkel toptienklasseringen; ze wonnen in Praag en Berlijn en werden derde in Gstaad, vierde in Den Haag en vijfde in Stare Jabłonki. Bij de EK in Cagliari eindigden ze eveneens als vijfde nadat het Zwitserse duo Tanja Goricanec en Tanja Hüberli in de kwartfinale te sterk was. In 2015 speelden Sluková en Kolocová in aanloop naar de WK vijf internationale toernooien waarbij ze niet verder kwamen dan drie negende plaatsen (Praag, Moskou en Stavanger). Bij de WK in Nederland bereikte het tweetal de zestiende finale die verloren werd van de Italiaansen Marta Menegatti en Viktoria Orsi Toth.

### 2015 tot en met 2021
Na afloop van de WK wisselde Sluková van partner naar Hermannová en datzelfde jaar deed het duo nog mee aan vijf FIVB-toernooien. Daarbij kwamen ze tot een eerste plaats in Antalya en een vijfde plaats in Sotsji. Het jaar daarop waren Sluková en Hermannová actief op tien toernooien in het mondiale circuit, waarbij ze twee vijfde (Antalya en Klagenfurt) en drie negende plaatsen (Cincinnati, Moskou en Long Beach) behaalden. Het duo werd in Biel/Bienne bovendien Europees vice-kampioen nadat de finale verloren werd van Laura Ludwig en Kira Walkenhorst uit Duitsland. Bij de Olympische Spelen in Rio de Janeiro werden ze in de tussenronde uitgeschakeld door de Russinnen Jekaterina Birlova en Jevgenija Oekolova. In 2017 speelden Sluková en Hermannová in aanloop naar de WK in Wenen zeven wedstrijden in de World Tour waarbij ze enkel toptienklasseringen noteerden; in Poreč eindigde het duo als tweede, in Rio als derde en in Gstaad als vijfde. Bij de WK bereikten ze de achtste finale die verloren werd van het Amerikaanse tweetal April Ross en Lauren Fendrick. Ze sloten het seizoen af met een vijfde plaats bij de World Tour Finals in Hamburg.
In 2018 deed het duo mee aan negen toernooien in het mondiale circuit waarbij ze op een uitzondering na enkel topvijfnoteringen haalden. Ze wonnen in Ostrava en Wenen, eindigden als tweede bij de Finals in Hamburg en als vierde in Den Haag. Bij de EK in Nederland behaalden Sluková en Hermannová het brons nadat Liliana en Elsa in de troostfinale moesten opgeven door een blessure. Het jaar daarop speelden ze tien wedstrijden in de World Tour. Ze behaalden daarbij onder meer een overwinning (Kuala Lumpur), een tweede plaats (Xiamen) en twee vijfde plaatsen (Wenen en de Finals in Rome). Bij het olympisch kwalificatietoernooi in Haiyang werden ze bovendien derde. Het daaropvolgende seizoen, dat in verband met de coronapandemie grotendeels afgelast werd, waren ze actief op twee toernooien in de nationale competities van Tsjechië en Oostenrijk. Bij de EK in Jūrmala eindigde het duo daarnaast als vierde na de troostfinale van de Russinnen Nadezjda Makrogoezova en Svetlana Cholomina verloren te hebben. In 2021 speelden Sluková en Hermannová in aanloop naar de Olympische Spelen vijf FIVB-wedstrijden waarbij ze tot drie negende plaatsen kwamen (tweemaal Cancun en Ostrava). Het duo had zich geplaatst voor de Spelen in Tokio, maar kon door een coronabesmetting van Sluková niet in actie komen. Na afloop van de Spelen beëindigde Sluková haar sportieve carrière.

## Palmares
Kampioenschappen
- 2005:  EK U18
- 2009:  EK U23
- 2010:  EK U23
- 2012: 5e OS
- 2016:  EK
- 2017: 9e WK
- 2018:  EK

FIVB World Tour
- 2014:  Praag Open
- 2014:  Grand Slam Berlijn
- 2014:  Grand Slam Gstaad
- 2015:  Antalya Open
- 2017:  4* Rio de Janeiro
- 2017:  5* Poreč
- 2018:  4* Ostrava
- 2018:  5* Wenen
- 2018:  World Tour Finals Hamburg
- 2019:  4* Xiamen
- 2019:  3* Kuala Lumpur